# Enzyklopädie der Philosophie (Sowetskaja enziklopedija)
Die Filossofskaja enziklopedija (russisch Философская энциклопедия, wiss. Transliteration Filosofskaja ėnciklopedija; „Enzyklopädie der Philosophie“) ist ein russischsprachiges wissenschaftliches philosophisches Nachschlagewerk, das von Fjodor Konstantinow herausgegeben wurde. Die Filossofskaja enziklopedija wurde in den Jahren 1960–1970 vom Verlag Sowetskaja enziklopedija in der Sowjetunion herausgegeben.
Sie ist der Vorgänger der Neuen Enzyklopädie der Philosophie (Nowaja filossofskaja enziklopedija). Die Herausgeber haben es sich darin zur Aufgabe gemacht, „dem Leser einen systematischen Wissensfundus zur Geschichte der Philosophie und Soziologie, zum dialektischen und historischen Materialismus, zu philosophischen Fragen der modernen Naturwissenschaft und Psychologie, zur Religionsgeschichte und zum Atheismus zu vermitteln“.
Die Filossofskaja enziklopedija (Abk. FE) hat das Kratki filossofski slowar  (Kurzes Philosophisches Wörterbuch: 1939, 1941, 1951 und 1954) und das Filossofskij slowar (Philosophisches Wörterbuch: 1963) ersetzt. Das Werk umfasst 2994 Seiten in fünf Bänden (I, 1960, 504 S.; II, 1962, 575 S.; III, 1964, 584 S.; IV, 1967, 591 S.; V, 1970, 740 S.), wobei die Herausgeber und Autoren alle bedeutenden sowjetischen Philosophen der Gegenwart vertreten.
2006 wurde das Werk von Directmedia Publishing (Директмедиа Паблишинг) in elektronischer Form veröffentlicht.
Eine mit Themes in Soviet Marxist Philosophy betitelte Auswahl von Artikeln wurde ins Englische übersetzt.